# Enrico II di Münsterberg-Oels
Enrico II di Münsterberg-Oels, anche noto come Enrico II di Poděbrady ((DE)  Heinrich II. von Münsterberg-Oels or Heinrich II. von Podiebrad; (CS)  Jindřich II. Minstrbersko-Olešnický; Oleśnica, 29 marzo 1507 – Bierutów, 2 agosto 1548), fu dal 1536 al 1542 duca di Münsterberg e di Oels (Oleśnica) e dal 1542 al 1548 duca di Bernstadt (Bierutów). Detenne anche i titolo di conte di Glatz (Kladsko), anche se in realtà non governò mai la contea stessa.

## Vita
Enrico II era membro della ramo Münsterberg della nobile famiglia boema dei Podiebrad. I suoi genitori furono il duca Carlo I di Münsterberg-Oels e Anna di Sagan (1480 o 1483 - 1541), figlia del duca Giovanni II "il Pazzo".
Dopo la morte del padre nel 1536, Enrico regnò su Münsterberg-Oels congiuntamente con i suoi fratelli Gioacchino, Giovanni e Giorgio II. In un atto congiunto datato 25 giugno 1535, si aggiudicarono la città di Srebrna Góra (Silberberg), che apparteneva a Münsterberg, lo stato di città mineraria libera. Al contrario del loro padre, Enrico ed i suoi fratelli seguirono la dottrina luterana. Nel 1537, espulsero i preti cattolici da Münsterberg (Ziębice) e nominarono un vicario evangelico.
Nel 1542, Enrico e i suoi fratelli promisero il ducato di Münsterberg, fortemente indebitato, a loro zio, il duca Federico II di Legnica. Giovanni continuò a regnare sul ducato di Oels mentre Enrico II regnò fino al 1548 il ducato di Bernstadt. Gioacchino, il maggiore dei fratelli, diventò vescovo di Brandeburgo. Enrico scelse Bierutów come sua residenza, dove promosse il protestantesimo. Ampliò il palazzo di Bierutów Palace, aggiungendo l'ala sud. Dopo sei anni in carica, morì nel 1548.

## Matrimoni e figli
Il 7 febbraio 1529, Enrico sposò Margherita di Pernstein, una figlia di Giovanni IV di Pernstein. Margherita morì quello stesso anno.
Nel 1537 Enrico sposò la sua seconda moglie, Margherita di Meclemburgo-Schwerin (1515–1559), una figlia del duca Enrico V di Meclemburgo-Schwerin. Dalla sua seconda moglie, Enrico ebbe i seguenti figli:
1. Anna (1539–1568)
2. Salomena (1540–1567), sposò Giorgio di Thurn e Valsassina
3. Enrico III (1542–1587), sposò Maddalena Meseritsch di Lomnitz
4. Carlo (1543-1543)
5. Giorgio (1544–1556)
6. Carlo II (1545–1617), duca di Oels dal 1565
7. Caterina (1548–1579), sposò Giorgio Berka di Dubé

## Ascendenza
|                                     |                                  |                                               | Genitori                                     |  |  | Nonni |  |  | Bisnonni              |  |  | Trisnonni              |  |
|                                     |                                  |                                               |                                              |  |  |       |  |  | Giorgio, re di Boemia |  |  | Vittorino di Poděbrady |  |
|                                     |                                  |                                               |                                              |  |  |       |  |  | Giorgio, re di Boemia |  |  | Vittorino di Poděbrady |  |
|                                     |                                  | Anna di Wartenberg                            |                                              |  |  |       |  |  | Giorgio, re di Boemia |  |  |                        |  |
| Enrico I, duca di Münsterberg-Oels  |                                  |                                               |                                              |  |  |       |  |  | Giorgio, re di Boemia |  |  |                        |  |
|                                     |                                  | Cunegonda di Sternberg                        | Smil, signore di Sternberg                   |  |  |       |  |  |                       |  |  |                        |  |
|                                     |                                  | Cunegonda di Sternberg                        | Smil, signore di Sternberg                   |  |  |       |  |  |                       |  |  |                        |  |
|                                     |                                  | Cunegonda di Sternberg                        | Barbara di Pardubic                          |  |  |       |  |  |                       |  |  |                        |  |
| Carlo I, duca di Münsterberg-Oels   |                                  | Cunegonda di Sternberg                        |                                              |  |  |       |  |  |                       |  |  |                        |  |
|                                     |                                  | Alberto III, principe elettore di Brandeburgo | Federico I, principe elettore di Brandeburgo |  |  |       |  |  |                       |  |  |                        |  |
|                                     |                                  | Alberto III, principe elettore di Brandeburgo | Federico I, principe elettore di Brandeburgo |  |  |       |  |  |                       |  |  |                        |  |
|                                     |                                  | Alberto III, principe elettore di Brandeburgo | Elisabetta di Baviera-Landshut               |  |  |       |  |  |                       |  |  |                        |  |
| Ursula di Brandeburgo               |                                  | Alberto III, principe elettore di Brandeburgo |                                              |  |  |       |  |  |                       |  |  |                        |  |
|                                     |                                  | Margherita di Baden-Baden                     | Giacomo I, margravio di Baden-Baden          |  |  |       |  |  |                       |  |  |                        |  |
|                                     |                                  | Margherita di Baden-Baden                     | Giacomo I, margravio di Baden-Baden          |  |  |       |  |  |                       |  |  |                        |  |
|                                     |                                  | Margherita di Baden-Baden                     | Caterina di Lorena                           |  |  |       |  |  |                       |  |  |                        |  |
| Enrico II, duca di Münsterberg-Oels |                                  | Margherita di Baden-Baden                     |                                              |  |  |       |  |  |                       |  |  |                        |  |
|                                     | Giovanni I, duca di Żagań-Głogów | Enrico VIII, duca di Żagań-Głogów             |                                              |  |  |       |  |  |                       |  |  |                        |  |
|                                     | Giovanni I, duca di Żagań-Głogów | Enrico VIII, duca di Żagań-Głogów             |                                              |  |  |       |  |  |                       |  |  |                        |  |
|                                     | Giovanni I, duca di Żagań-Głogów | Caterina di Opole                             |                                              |  |  |       |  |  |                       |  |  |                        |  |
| Giovanni II, duca di Żagań-Głogów   | Giovanni I, duca di Żagań-Głogów |                                               |                                              |  |  |       |  |  |                       |  |  |                        |  |
|                                     |                                  | Scolastica di Sassonia-Wittenberg             | Rodolfo III, duca di Sassonia-Wittenberg     |  |  |       |  |  |                       |  |  |                        |  |
|                                     |                                  | Scolastica di Sassonia-Wittenberg             | Rodolfo III, duca di Sassonia-Wittenberg     |  |  |       |  |  |                       |  |  |                        |  |
|                                     |                                  | Scolastica di Sassonia-Wittenberg             | Anna di Meißen                               |  |  |       |  |  |                       |  |  |                        |  |
| Anna di Żagań-Głogów                |                                  | Scolastica di Sassonia-Wittenberg             |                                              |  |  |       |  |  |                       |  |  |                        |  |
|                                     |                                  | Guglielmo I, duca di Opava                    | Přemysl I, duca di Opava                     |  |  |       |  |  |                       |  |  |                        |  |
|                                     |                                  | Guglielmo I, duca di Opava                    | Přemysl I, duca di Opava                     |  |  |       |  |  |                       |  |  |                        |  |
|                                     |                                  | Guglielmo I, duca di Opava                    | Caterina di Münsterberg                      |  |  |       |  |  |                       |  |  |                        |  |
| Caterina di Opava                   |                                  | Guglielmo I, duca di Opava                    |                                              |  |  |       |  |  |                       |  |  |                        |  |
|                                     |                                  | Salomè di Častolovice                         | Půta III, conte di Častolovice               |  |  |       |  |  |                       |  |  |                        |  |
|                                     |                                  | Salomè di Častolovice                         | Půta III, conte di Častolovice               |  |  |       |  |  |                       |  |  |                        |  |
|                                     |                                  | Salomè di Častolovice                         | Anna di Colditz                              |  |  |       |  |  |                       |  |  |                        |  |
|                                     |                                  | Salomè di Častolovice                         |                                              |  |  |       |  |  |                       |  |  |                        |  |

## Fonti
- Hugo Weczerka: Handbuch der historischen Stätten: Schlesien, Stuttgart, 1977, ISBN 3-520-31601-3, pp. 19, 322 e 506 così come le tavole genealogiche alle pp. 602-603.